# 화순 최경회 사당
최경회 사당(崔慶會 祠堂)은 대한민국 전라남도 화순군 화순읍 다지리에 있는 사당이다. 1984년 2월 29일 전라남도의 문화재자료 제64호로 지정되었다.

## 개요
임진왜란시 제2차 진주성 싸움에서 활약한 최경회(1532~1593) 장군의 위패를 모신 사당이다. 조선 순조 때 세운 이 사당은 처음에 능주목 동면 금전리에 세웠다가 1963년 금전 저수지 축조로 지금 있는 자리에 옮겨 세웠다.
최경회 장군은 임진왜란 때 의병장으로 전라남도 능주에서 태어났다. 명종 16년(1561) 생원시에 합격하였으며, 1567년에는 과거에 급제하였다. 임진왜란이 일어나자 의병을 모집하여 일본군을 장수에서 막아 싸웠고 금산에서 퇴각하는 적을 공격하여 격파하였다. 선조 26년(1593) 6월 왜군이 진주성을 다시 공격하자 창의사 김천일 등과 함께 진주성을 지켰으나 9일만에 함락되고 남강에 투신 자살하였다. 시호는 충의(忠毅)이다.
건물은 앞면 3칸·옆면 2칸 규모이며, 지붕은 옆면에서 볼 때 사람 인(人)자 모양인 맞배지붕으로 꾸몄다.

## 주변 건축 허용기준
2020년 1월 16일 '전라남도 지정문화재 역사문화환경 보존지역 내 건축행위 등에 관한 허용기준'이 고시되었다.

## 같이 보기
- 최경회

## 참고 자료
- 최경회사당 - 국가유산청 국가유산포털